# Claes Månsson

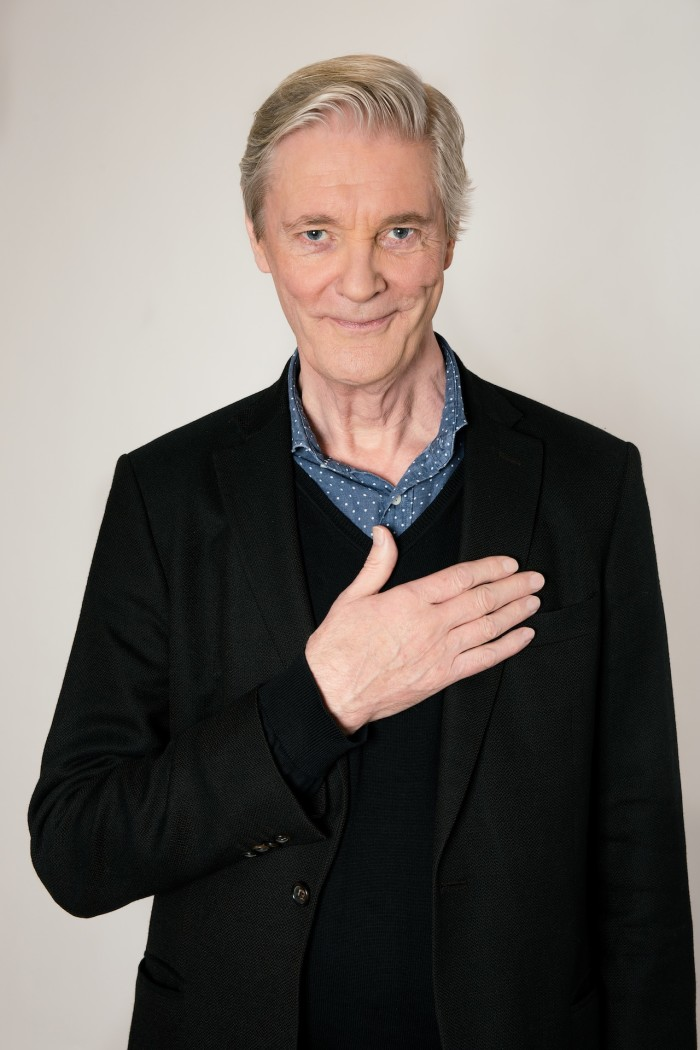
Claes Månsson (2014)

Claes Göran Månsson (* 5. Februar 1950 in Göteborgs och Bohus län) ist ein schwedischer Schauspieler.

## Leben
Claes Månsson begann sein Berufsleben als Freizeitleiter, wozu er auch eine Ausbildung an der Göteborger Volkshochschule abschloss. Nebenbei spielte er Amateurtheater, wodurch er von 1981 bis 1984 ein Schauspielstudium abschloss. Anschließend gehörte er zum festen Ensemble am Königlichen Dramatischen Theater in Stockholm.
Sein Leinwanddebüt gab er mit dem 1986 veröffentlichten und von Judith Hollander inszenierten Kinderfilm Min pappa är Tarzan. Seitdem hat er in über 80 weiteren Film- und Fernsehproduktionen mitgewirkt. So spielte er in Filmen wie Schwedisch für Fortgeschrittene und Mitten in der Winternacht sowie Fernsehserien wie Welcome to Sweden und Blinded mit.
Als Synchronsprecher vertonte er mehrere Animationsfilme ins Schwedische. So ist er bekannt dafür, die schwedische Stimme von Wallace in der Filmreihe von Wallace & Gromit zu sein.
Månsson ist verheiratet und zweifacher Vater.

## Filmografie
- 1986: Min pappa är Tarzan
- 1991: Kalle Stropp und sein Freund Boll (Kalle Stropp och Grodan Boll på svindlande äventyr)
- 1992: Lotta aus der Krachmacherstraße (Lotta på Bråkmakargatan)
- 1994: Gefährliche Illusionen (Illusioner)
- 1996: Die Jönsson-Bande und der Cornflakesraub (Lilla Jönssonligan och cornflakeskuppen)
- 2003: Der Mann, der lächelte (Mannen som log)
- 2006: Schwedisch für Fortgeschrittene (Heartbreak Hotel)
- 2007: Pirret
- 2009: Verdict Revised – Unschuldig verurteilt (Oskyldigt dömd, Fernsehserie, eine Folge)
- 2010: Aus dem Leben unserer Freunde (Våra vänners liv, Fernsehserie, zwei Folgen)
- 2013: Mitten in der Winternacht (Midden in De Winternacht)
- 2014–2015: Welcome to Sweden (Fernsehserie, 18 Folgen)
- 2018: Halvdan, der Wikinger (Halvdan Viking)
- seit 2019: Blinded (Fartblinda, Fernsehserie)
- 2019: Reven og Nissen
- 2021: Das wundersame Weihnachtsfest des Karl-Bertil Jonsson (Sagan om Karl-Bertil Jonssons julafton)